# Török József (labdarúgó, 1944)
Török József (Budapest, 1944. április 18. –) labdarúgó, jobbszélső, jobbhátvéd. Az 1963-64-es kupagyőztesek Európa-kupája döntőjéig jutott MTK csapatának játékosa.

## Pályafutása

### Klubcsapatban
1958-ban lett az MTK-ban igazolt labdarúgója. 1963-ban mutatkozott be az első csapatban. 1964-ben a KEK döntőig jutott csapat tagja, 1968-ban magyar kupagyőztes volt. Összesen 299 bajnoki mérkőzésen 18 gólt szerzett. 1976-ban fejezte be az aktív labdarúgást.

### A válogatottban
Kétszeres utánpótlás (1972, 1 gól), egyszeres B válogatott (1972).

## Sikerei, díjai
- Magyar bajnokság
  - 2.: 1962–63
- Magyar kupa
  - győztes: 1968
- Kupagyőztesek Európa-kupája (KEK)
  - döntős: 1963–64